# Garat (Charente)
Pour les articles homonymes, voir Garat.
Garat est une commune du sud-ouest de la France, située dans le département de la Charente (région Nouvelle-Aquitaine).
Elle est une commune de l'aire urbaine d'Angoulême, qui a connu une importante croissance démographique à partir des années 1980.
Ses habitants sont les Garatois et les Garatoises.

## Géographie

### Localisation et accès
Garat est une commune située à 9 km à l'est d'Angoulême.
Le bourg est aussi à 6 km à l'est de Soyaux, chef-lieu de son canton.
On y accède à partir d'Angoulême par la D 939 vers Périgueux, au carrefour avec  la route de Nontron (D 4) dit de Sainte-Catherine. Le bourg est situé à 1 km au nord-est de ce carrefour.
Plusieurs autres routes départementales traversent aussi la commune. La D 23 part de Sainte-Catherine en direction du nord-ouest vers Magnac, Ruelle et Champniers. La  .106 passe au bourg et va au nord-est vers le Quéroy (commune de Mornac). La D 101 part de Sainte-Catherine vers le sud-ouest à Dirac et Torsac; elle permet d'aller aussi vers Puymoyen (D 104). La D 410 longe la vallée de l'Échelle et passe à 1 km au nord-est du bourg, petite route reliant Magnac et la D 25 en direction de Sers ou la D 4 en direction de Bouëx et Nontron. La D 87 démarre au sud de la commune sur la D 939 en direction de Rougnac.

### Hameaux et lieux-dits
Hormis le bourg, la commune compte de nombreux hameaux. Le plus grand est Sainte-Catherine, important carrefour des routes d'Angoulême à Périgueux et Nontron, et de Magnac à Dirac. Le Boisseau et Bragette sont situés près de la D 939 au sud de la commune.
On peut citer aussi Villars, la Brousse, les Champs, Peu Sec, le Grand Arsac, les Bournies, chez Méry, le Grand Lac, Maison Neuve, Denat, les Grandes Tuileries, le Plantier, etc..
Les châteaux de la Tranchade et de Chément sont sur la commune.

### Communes limitrophes
| Magnac-sur-Touvre | Touvre | Mornac |
| Soyaux            | Garat  | Bouëx  |
|                   | Dirac  | Sers   |

### Géologie et relief
Comme une grande partie du département, la commune appartient au Bassin aquitain et le sol est de nature calcaire.
La commune est partagée entre le Jurassique au nord-est, et le Crétacé au sud-ouest, limite qui est d'ailleurs une faille passant entre le bourg et l'Échelle, longeant cette dernière en direction des sources de la Touvre, et passant dans la commune par les Grands Moulins, Chément, au Chai, chez Méry et les Champs.
La partie jurassique date du Jurassique supérieur : Oxfordien, de nature plus karstique, au nord-est, entre Peusec et Bois-Blanc, et Kimméridgien au centre et à l'est.
Le Crétacé supérieur commence au sud de la faille de la vallée de l'Échelle, avec le Cénomanien qui occupe la partie basse, comprenant le bourg, Denat, Villars et la Brousse.
Entre le bourg et Sainte-Catherine une cuesta du Turonien (appelé aussi Angoumien) faisant face au nord-est traverse la commune. Elle passe entre Villars et Bragette et se prolonge au nord-ouest par L'Isle-d'Espagnac jusqu'au plateau d'Angoulême, et Bouëx, Vouzan, Grassac au sud-est. L'Angoumien a été exploité par des carrières de pierre de taille souterraines ou en surface, souvent reconverties en champignonnières ou abandonnées (près de Sainte-Catherine).
Enfin, le Coniacien occupe une petite partie occidentale de la commune, sur le sommet du plateau entre Échelle et Anguienne (ouest de Sainte-Catherine, Bassac, sud du Grand Lac). Cette zone de calcaire graveleux, sables et grès est toutefois recouverte par un dépôt détritique du Tertiaire, sous forme de sable argileux, galets quartzeux, silex. Ces zones pauvres, situées en hauteur et souvent boisées (pin maritime et châtaignier), sont appelées localement landes ou brandes,,.
Le relief est donc en conséquence de la géologie, en particulier de la cuesta qui forme un talus sensible sur lequel on a les hameaux de Sainte-Catherine, Bellevue et Bragette. Le point culminant de la commune, d'une altitude de 169 m, est d'ailleurs situé à Maison Neuve sur la route de Périgueux, entre Sainte-Catherine et Soyaux. Le point le plus bas, 52 m, est situé sur l'Echelle à la sortie de la commune, près des Varennes (commune de Touvre).
Le bourg est à une altitude de 105 m. L'est de la commune est quand même assez élevé aux contreforts de la forêt de Bois Blanc, et y culmine à 143 m.
Au sud, la commune est bordée par l'Anguienne, et sa vallée est environ à 88 m d'altitude.

### Végétation
Le territoire communal est assez boisé, environ 50 %, en particulier sur les hauteurs. On peut noter particulièrement la forêt domaniale de Bois Blanc, située à l'est.
Le sol est plus fertile autour de la vallée de l'Echelle que sur les hauteurs de Sainte-Catherine, en particulier à Maison Neuve où le sol est argileux et la végétation calcifuge (terres de brandes) consiste surtout en des châtaigniers, pins maritimes, chênes sessiles, ajoncs.

### Hydrographie

#### Réseau hydrographique

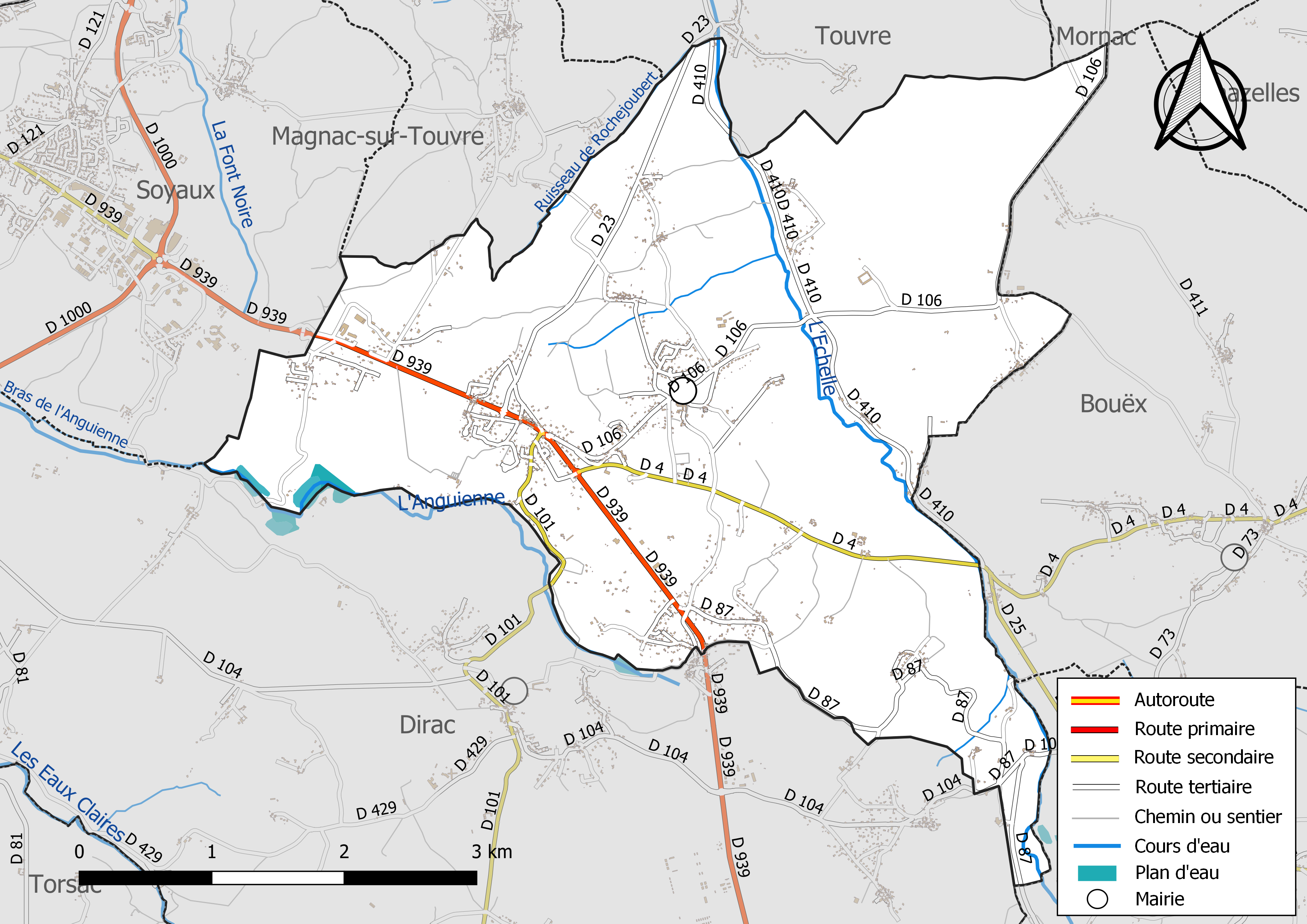
Réseaux hydrographique et routier de Garat.

La commune est située dans le bassin versant de la Charente au sein  du Bassin Adour-Garonne. Elle est drainée par l'Anguienne, l'Echelle, le ruisseau de Rochejoubert et par deux petits cours d'eau, qui constituent un réseau hydrographique de 11 km de longueur totale,.
Le ruisseau de l'Échelle (étymologiquement la petite Lèche), principal affluent de la Touvre, traverse la commune du sud-est au nord-ouest.
De petits affluents de l'Échelle sont dans la commune, principalement sur le versant sud-ouest, en particulier le ruisseau de Rochejoubert qui limite la commune au nord-ouest et prend sa source à la Fontaine de Rochejoubert. Les sources sont d'ailleurs assez nombreuses au pied de la cuesta (Font de Bagnaud près du bourg, Grand-Font, Fontaine Pourrie, Chenaud, Niollet).
La partie nord-est de la commune, par delà l'Échelle, de par sa nature géologique, est plus sèche et n'offre aucun ruisseau.
L'Anguienne, affluent de la Charente passant au sud du plateau d'Angoulême, borde la commune au sud entre le Boisseau et le moulin du Got, et passe au pied du château de la Tranchade. Le Boisseau est d'ailleurs une des sources de l'Anguienne, avec Dirac.

#### Gestion des eaux
Le territoire communal est couvert par le schéma d'aménagement et de gestion des eaux (SAGE) « Charente ». Ce document de planification, dont le territoire correspond au bassin de la Charente, d'une superficie de 9 300 km2, a été approuvé le 19 novembre 2019. La structure porteuse de l'élaboration et de la mise en œuvre est l'établissement public territorial de bassin Charente. Il définit sur son territoire les objectifs généraux d’utilisation, de mise en valeur et de protection quantitative et qualitative des ressources en eau superficielle et souterraine, en respect des objectifs de qualité définis dans le troisième SDAGE  du Bassin Adour-Garonne qui couvre la période 2022-2027, approuvé le 10 mars 2022.

### Climat
Le climat est océanique aquitain et semblable à celui de la ville de Cognac où est située la station météorologique départementale.
| Mois                              | jan. | fév.  | mars  | avril | mai   | juin  | jui.  | août  | sep.  | oct. | nov. | déc. | année   |
| --------------------------------- | ---- | ----- | ----- | ----- | ----- | ----- | ----- | ----- | ----- | ---- | ---- | ---- | ------- |
| Température minimale moyenne (°C) | 2    | 2,8   | 3,8   | 6,2   | 9,4   | 12,4  | 14,4  | 14    | 12,1  | 8,9  | 4,7  | 2,6  | 7,8     |
| Température moyenne (°C)          | 5,4  | 6,7   | 8,5   | 11,1  | 14,4  | 17,8  | 20,2  | 19,7  | 17,6  | 13,7 | 8,6  | 5,9  | 12,5    |
| Température maximale moyenne (°C) | 8,7  | 10,5  | 13,1  | 15,9  | 19,5  | 23,1  | 26,1  | 25,4  | 23,1  | 18,5 | 12,4 | 9,2  | 17,7    |
| Ensoleillement (h)                | 80   | 103,9 | 153,3 | 184,5 | 204,9 | 239,6 | 276,4 | 248,3 | 199,4 | 159  | 96,8 | 78,8 | 2 024,9 |
| Précipitations (mm)               | 80,4 | 67,3  | 65,9  | 68,3  | 71,6  | 46,6  | 45,1  | 50,2  | 59,2  | 68,6 | 79,8 | 80   | 783,6   |

## Urbanisme

### Typologie
Au 1er janvier 2024, Garat est catégorisée commune rurale à habitat dispersé, selon la nouvelle grille communale de densité à 7 niveaux définie par l'Insee en 2022.
Elle est située hors unité urbaine. Par ailleurs la commune fait partie de l'aire d'attraction d'Angoulême, dont elle est une commune de la couronne,. Cette aire, qui regroupe 94 communes, est catégorisée dans les aires de 50 000 à moins de 200 000 habitants,.

### Occupation des sols
L'occupation des sols de la commune, telle qu'elle ressort de la base de données européenne d’occupation biophysique des sols Corine Land Cover (CLC), est marquée par l'importance des territoires agricoles (60,1 % en 2018), en diminution par rapport à 1990 (63,3 %). La répartition détaillée en 2018 est la suivante : 
zones agricoles hétérogènes (32,5 %), forêts (28,5 %), terres arables (19,2 %), zones urbanisées (9,4 %), prairies (8,4 %), mines, décharges et chantiers (1,2 %), eaux continentales (0,7 %). L'évolution de l’occupation des sols de la commune et de ses infrastructures peut être observée sur les différentes représentations cartographiques du territoire : la carte de Cassini (XVIIIe siècle), la carte d'état-major (1820-1866) et les cartes ou photos aériennes de l'IGN pour la période actuelle (1950 à aujourd'hui).

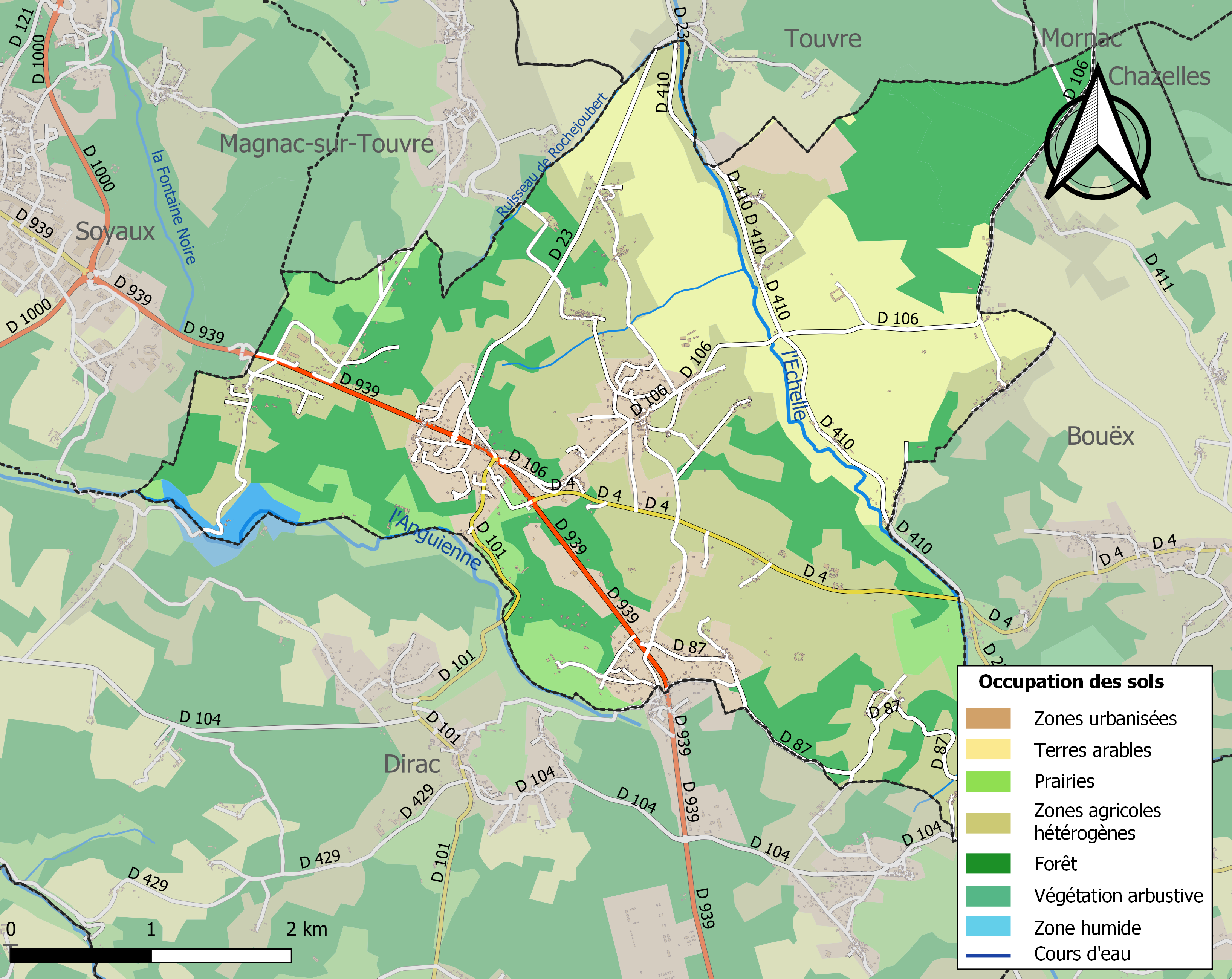
Carte des infrastructures et de l'occupation des sols de la commune en 2018 (CLC).

### Risques majeurs
Le territoire de la commune de Garat est vulnérable à différents aléas naturels : météorologiques (tempête, orage, neige, grand froid, canicule ou sécheresse), feux de forêts, mouvements de terrains et séisme (sismicité faible). Il est également exposé à un risque technologique,  le transport de matières dangereuses. Un site publié par le BRGM permet d'évaluer simplement et rapidement les risques d'un bien localisé soit par son adresse soit par le numéro de sa parcelle.

#### Risques naturels
Garat est exposée au risque de feu de forêt du fait de la présence sur son territoire . Un plan départemental de protection des forêts contre les incendies (PDPFCI) a été élaboré pour la période 2017-2026, faisant suite à un plan 2007-2016. Les mesures individuelles de prévention contre les incendies sont précisées par divers arrêtés préfectoraux et s’appliquent dans les zones exposées aux incendies de forêt et à moins de 200 mètres de celles-ci. L’arrêté du 3 mai 2016 règlemente l'emploi du feu en interdisant notamment d’apporter du feu, de fumer et de jeter des mégots de cigarette dans les espaces sensibles et sur les voies qui les traversent sous peine de sanctions. L'arrêté du 27 décembre 2019 rend le débroussaillement obligatoire, incombant au propriétaire ou ayant droit,,,.

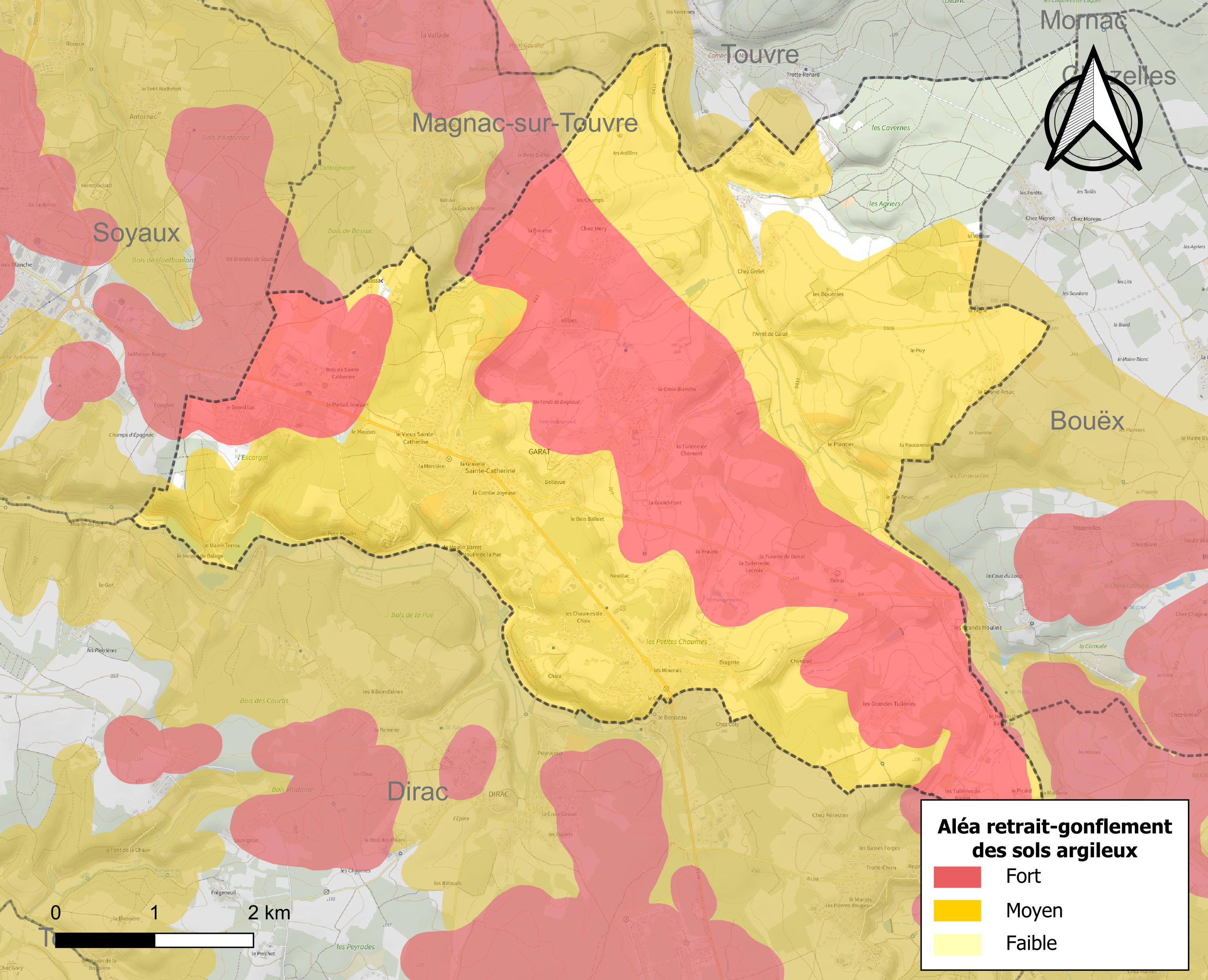
Carte des zones d'aléa retrait-gonflement des sols argileux de Garat.

Les mouvements de terrains susceptibles de se produire sur la commune sont des affaissements et effondrements liés aux cavités souterraines (hors mines). Par ailleurs, afin de mieux appréhender le risque d’affaissement de terrain, l'inventaire national des cavités souterraines permet de localiser celles situées sur la commune.
Le retrait-gonflement des sols argileux est susceptible d'engendrer des dommages importants aux bâtiments en cas d’alternance de périodes de sécheresse et de pluie. 90,7 % de la superficie communale est en aléa moyen ou fort (67,4 % au niveau départemental et 48,5 % au niveau national). Sur les 919 bâtiments dénombrés sur la commune en 2019,  905 sont en aléa moyen ou fort, soit 98 %, à comparer aux 81 % au niveau départemental et 54 % au niveau national. Une cartographie de l'exposition du territoire national au retrait gonflement des sols argileux est disponible sur le site du BRGM,.
Par ailleurs, afin de mieux appréhender le risque d’affaissement de terrain, l'inventaire national des cavités souterraines permet de localiser celles situées sur la commune.
La commune a été reconnue en état de catastrophe naturelle au titre des dommages causés par les inondations et coulées de boue survenues en 1982, 1983, 1988 et 1999. Concernant les mouvements de terrains, la commune a été reconnue en état de catastrophe naturelle au titre des dommages causés par la sécheresse en 1989, 1991, 2003 et 2011 et par des mouvements de terrain en 1999.

#### Risques technologiques
Le risque de transport de matières dangereuses sur la commune est lié à sa traversée par une ou des infrastructures routières ou ferroviaires importantes ou la présence d'une canalisation de transport d'hydrocarbures. Un accident se produisant sur de telles infrastructures est susceptible d’avoir des effets graves sur les biens, les personnes ou l'environnement, selon la nature du matériau transporté. Des dispositions d’urbanisme peuvent être préconisées en conséquence.

## Toponymie
Les formes anciennes sont Garaco en 1110, et plus rarement Garracum, Guaraco au XIIIe siècle.
L'origine du nom de Garat (ou Garac) remonterait à un nom de personne gaulois Garos auquel est apposé le suffixe -acum, ce qui correspondrait au « domaine de Garos »,.

### Limite dialectale
La commune est dans la langue d'oïl, dialecte saintongeais, et marque la limite avec le domaine occitan, dialecte limousin, à l'est (communes de Bouëx et Sers).

## Histoire
Avant la Révolution, Garat était formé de deux paroisses, Garat et Ladoux. Ladoux occupait le plateau élevé le long de la route de Périgueux et descendait jusqu'à l'Anguienne.
À l'époque féodale, Ladoux, Garat, Dirac, Magnac, L'Isle-d'Espagnac, Soyaux et Hurtebise dépendaient de la seigneurie de La Tranchade.
Avant le XIIe siècle, ce territoire appartenait à l'abbaye de Saint-Cybard. Les moines l'ont cédé à un certain Gérard Ramnulphe, moyennant une redevance, et au XIVe siècle la Tranchade est passée aux seigneurs de Pressac, qui ont construit le donjon du château. En 1573, le domaine passe à la famille des Nesmond. Au XVIIe siècle, le château passe aux mains des Normand de Puygrelier appelés par la suite de La Tranchade. Après l'abandon de l'abbaye de Saint-Cybard, la suzeraineté est passée aux évêques d'Angoulême.
Ladoux s'est appelée Sainte-Catherine, du nom de son église qui est restée active jusqu'en 1667. Il y avait aussi une chapelle dédiée à saint Roch. Sainte-Catherine avait beaucoup souffert des guerres de religion.
Il y avait aussi, avant ces guerres, une petite abbaye bénédictine (hommes) au lieu-dit les Greuses, au sud-est de la commune.
Les tuileries ont existé depuis longtemps à Garat : la tuilerie de Denat, probablement du XVIIIe siècle, est mentionnée sur la carte de Cassini, et la tuilerie de Niollet a été construite à la fin du XIXe siècle, exploitée en 1898 et fermée en 1971.
Sous la Première République, Garat était chef-lieu de canton.
Pendant la première moitié du XXe siècle, la ligne Angoulême - Périgueux passait dans la vallée de l'Échelle et la commune y possédait un arrêt, au carrefour de la D 106 venant du bourg et de la D 410, ainsi qu'une gare desservant aussi Bouëx 2,5 km plus haut sur la route de Nontron,.

## Politique et administration

### Rattachements administratifs et électoraux
Garat appartient à l'arrondissement d'Angoulême et au canton de Boëme-Échelle depuis le redécoupage cantonal de 2014. Avant cette date, elle élisait son représentant au conseil général dans le canton de Soyaux.
Pour l’élection des députés, la commune fait partie de la première circonscription de la Charente.

### Intercommunalité
De 1993 à 2017, la commune appartenait à la communauté de communes de la Vallée de l'Échelle. En 2017, elle intègre le Grand Angoulême.

### Liste des maires

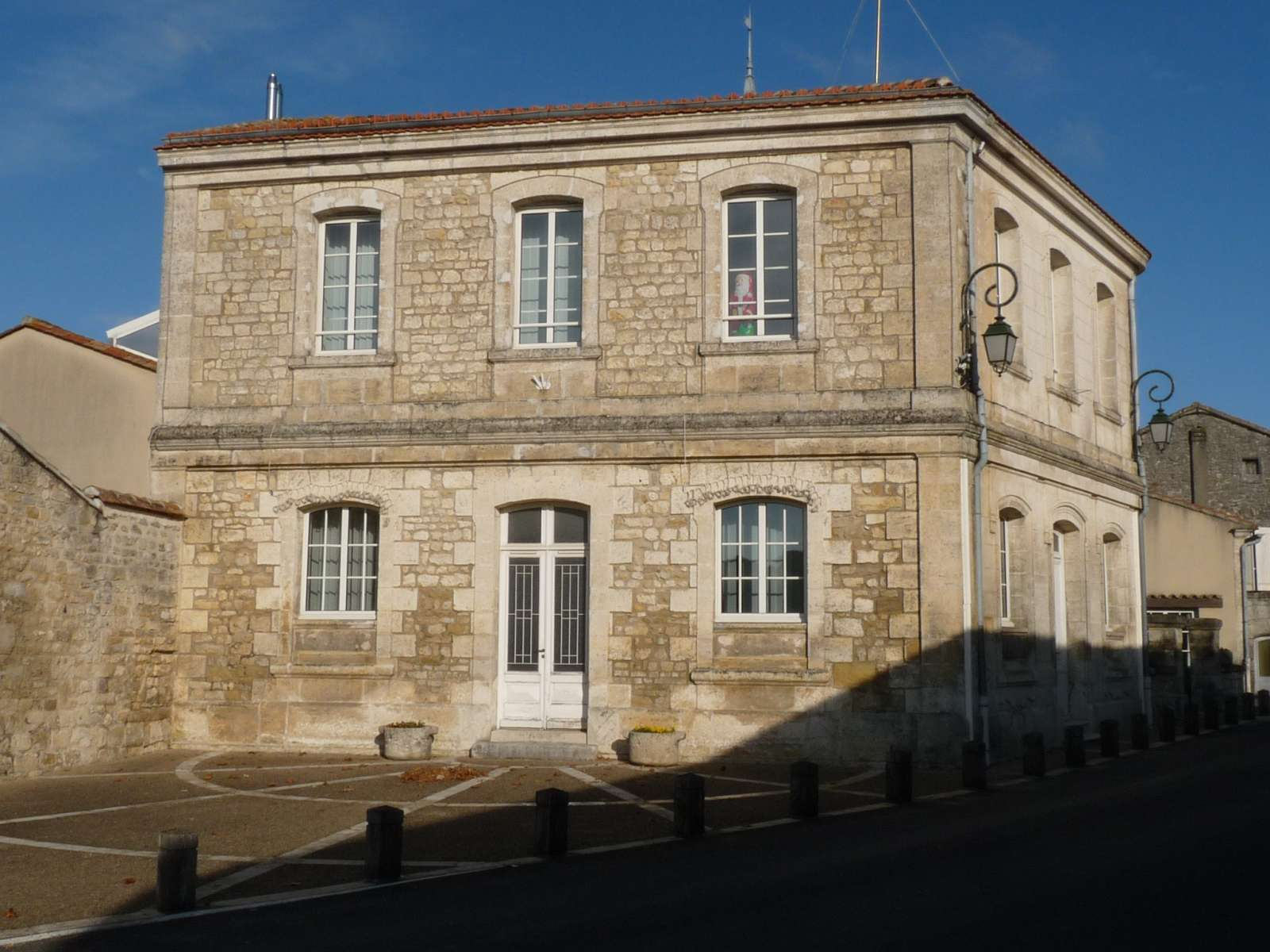
La mairie.

| Période                                  | Période                      | Identité         | Étiquette | Qualité                                  |
| ---------------------------------------- | ---------------------------- | ---------------- | --------- | ---------------------------------------- |
| Les données manquantes sont à compléter. |                              |                  |           |                                          |
| avant 1983                               | 1984 (décès)                 | Jean Niollet     |           |                                          |
| 1984                                     | 1993                         | Guy Lévrier      | SE        | Ancien premier adjoint, maire honoraire  |
| Les données manquantes sont à compléter. |                              |                  |           |                                          |
| juin 1995                                | mars 2001                    | Alain Périssat   | PS        | Technicien territorial                   |
| mars 2001                                | mars 2014                    | Daniel Niot      | DVD       | Retraité de la banque                    |
| mars 2014                                | mai 2020                     | Jean-Marc Choisy | SE        | Chargé de mission d'urbanisme            |
| mai 2020                                 | janvier 2024 (démission)     | Hervé Ramat      | SE        | Gérant de société                        |
| février 2024                             | En cours (au 9 février 2024) | Laurent Dugué    | SE        | Formateur logistique, ancien 1er adjoint |

## Démographie

### Évolution démographique
L'évolution du nombre d'habitants est connue à travers les recensements de la population effectués dans la commune depuis 1793. Pour les communes de moins de 10 000 habitants, une enquête de recensement portant sur toute la population est réalisée tous les cinq ans, les populations de référence des années intermédiaires étant quant à elles estimées par interpolation ou extrapolation. Pour la commune, le premier recensement exhaustif entrant dans le cadre du nouveau dispositif a été réalisé en 2007.

En 2022, la commune comptait 2 111 habitants, en évolution de +4,14 % par rapport à 2016 (Charente : −0,48 %, France hors Mayotte : +2,11 %).
| 1793 | 1800 | 1806 | 1821 | 1831 | 1841 | 1846 | 1851 | 1856 |
| ---- | ---- | ---- | ---- | ---- | ---- | ---- | ---- | ---- |
| 846  | 842  | 777  | 845  | 850  | 925  | 933  | 946  | 912  |

| 1861 | 1866 | 1872 | 1876 | 1881 | 1886 | 1891 | 1896 | 1901 |
| ---- | ---- | ---- | ---- | ---- | ---- | ---- | ---- | ---- |
| 965  | 910  | 859  | 847  | 917  | 895  | 938  | 805  | 720  |

| 1906 | 1911 | 1921 | 1926 | 1931 | 1936 | 1946 | 1954 | 1962 |
| ---- | ---- | ---- | ---- | ---- | ---- | ---- | ---- | ---- |
| 765  | 740  | 664  | 655  | 652  | 655  | 644  | 629  | 630  |

| 1968 | 1975 | 1982  | 1990  | 1999  | 2006  | 2007  | 2012  | 2017  |
| ---- | ---- | ----- | ----- | ----- | ----- | ----- | ----- | ----- |
| 684  | 918  | 1 255 | 1 484 | 1 482 | 1 729 | 1 764 | 1 937 | 2 055 |

| 2022  | - | - | - | - | - | - | - | - |
| ----- | - | - | - | - | - | - | - | - |
| 2 111 | - | - | - | - | - | - | - | - |

### Pyramide des âges
La population de la commune est relativement jeune.
En 2018, le taux de personnes d'un âge inférieur à 30 ans s'élève à 30,9 %, soit au-dessus de la moyenne départementale (30,2 %). À l'inverse, le taux de personnes d'âge supérieur à 60 ans est de 27,9 % la même année, alors qu'il est de 32,3 % au niveau départemental.
En 2018, la commune comptait 1 063 hommes pour 1 031 femmes, soit un taux de 50,76 % d'hommes, largement supérieur au taux départemental (48,41 %).
Les pyramides des âges de la commune et du département s'établissent comme suit.
| Hommes | Classe d’âge | Femmes |
| ------ | ------------ | ------ |
| 0,1    | 90 ou +      | 0,7    |
| 6,7    | 75-89 ans    | 6,9    |
| 19,7   | 60-74 ans    | 21,8   |
| 21,1   | 45-59 ans    | 20,4   |
| 19,7   | 30-44 ans    | 21,0   |
| 11,9   | 15-29 ans    | 10,4   |
| 20,8   | 0-14 ans     | 18,8   |

| Hommes | Classe d’âge | Femmes |
| ------ | ------------ | ------ |
| 1      | 90 ou +      | 2,7    |
| 9,2    | 75-89 ans    | 12     |
| 20,6   | 60-74 ans    | 21,3   |
| 20,7   | 45-59 ans    | 20,3   |
| 16,8   | 30-44 ans    | 16     |
| 15,6   | 15-29 ans    | 13,4   |
| 16,1   | 0-14 ans     | 14,3   |

## Équipements, services et vie locale

### Enseignement

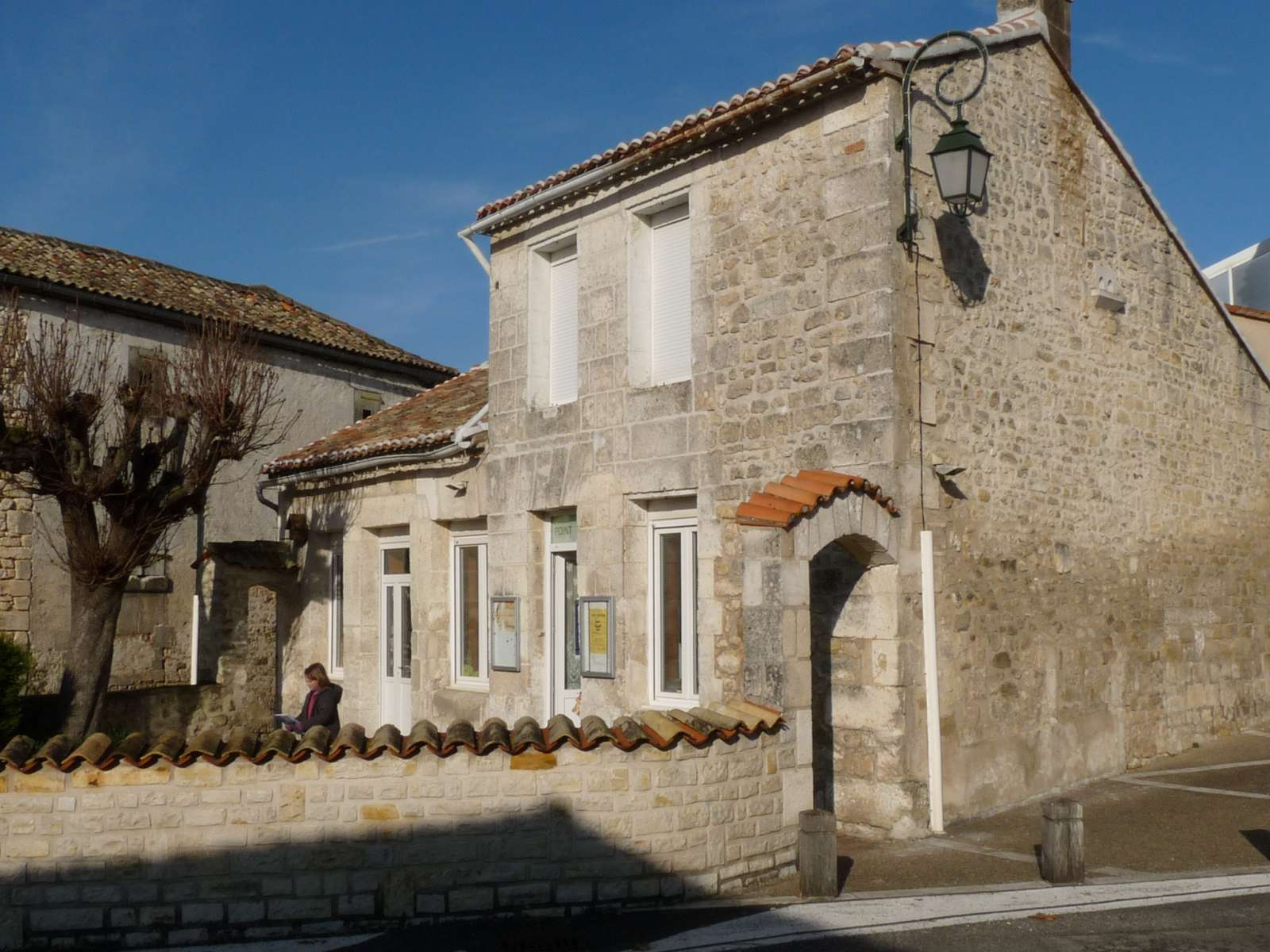
L'école du centre du bourg.

Garat possède une école maternelle comportant cinq classes ainsi qu'une école élémentaire de cinq classes.
Le secteur du collège est Soyaux Pierre-Mendès-France.

## Lieux et monuments

### Patrimoine religieux
L'église paroissiale Saint-Pierre-aux-Liens date de la fin du XIIe siècle et du XVIe siècle. Elle était un des 13 archiprêtrés de l'Angoumois,. Sa façade a été inscrite monument historique en 1926.

Église de Garat
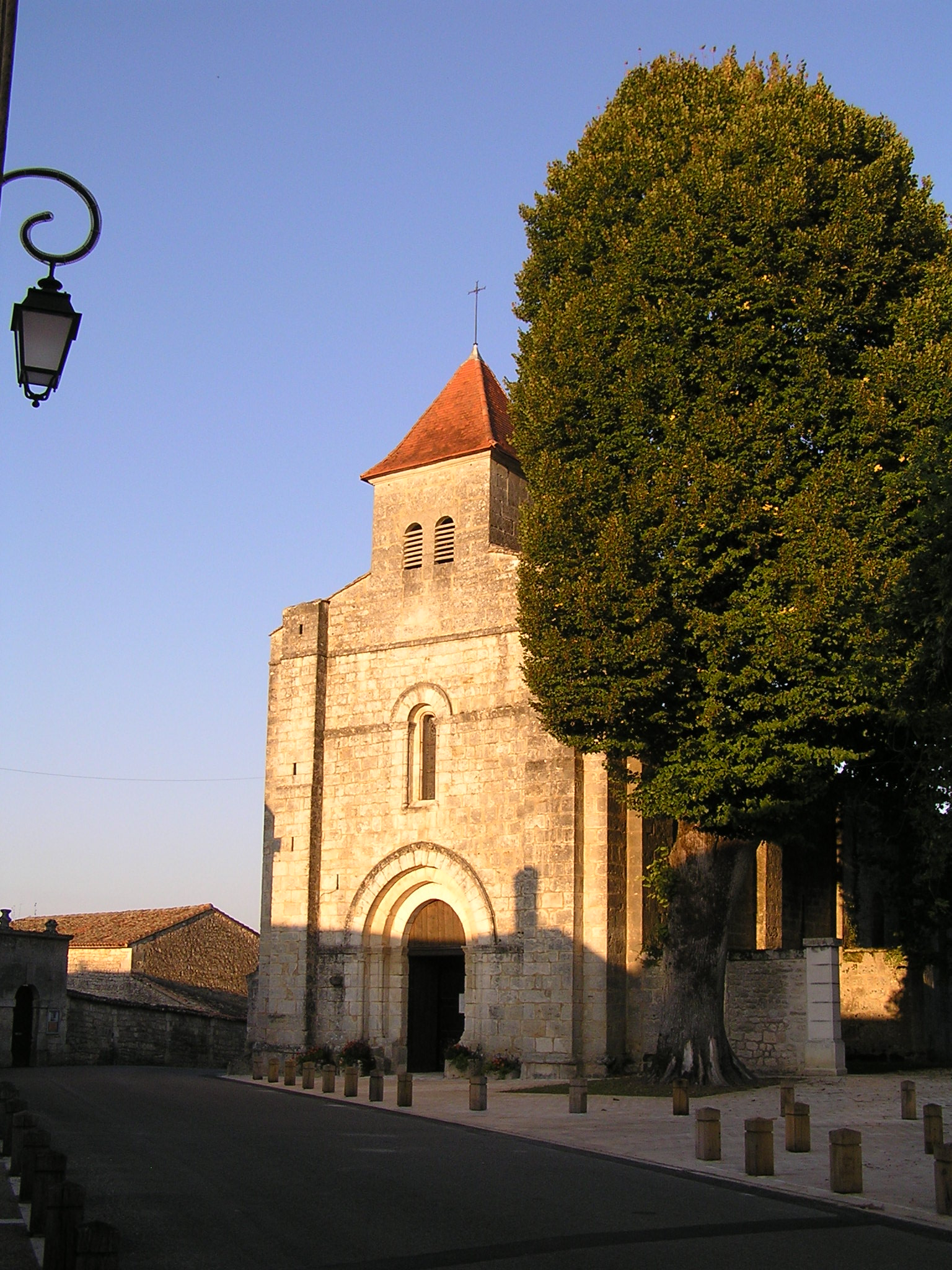
La façade et le clocher.
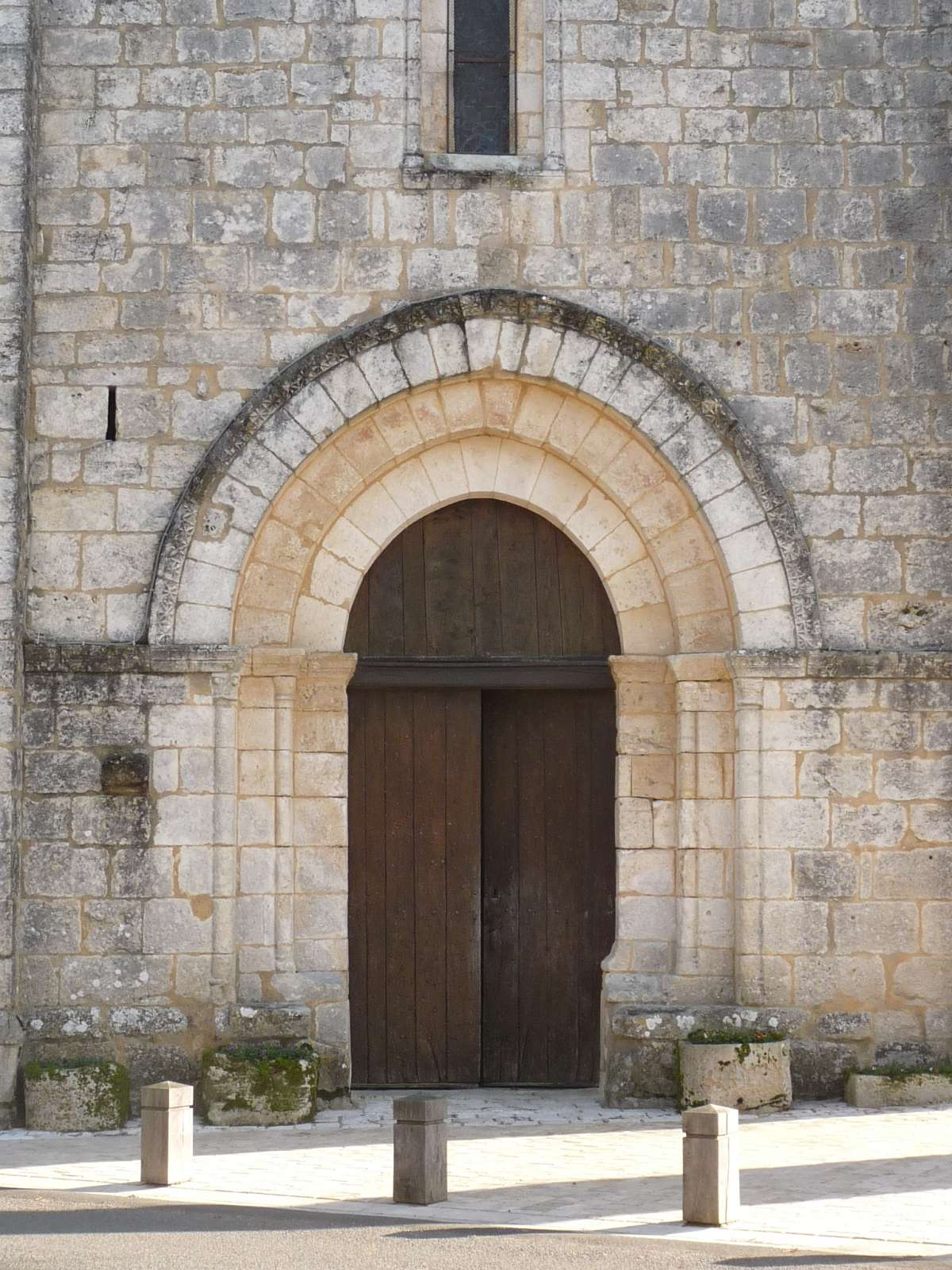
Le portail.
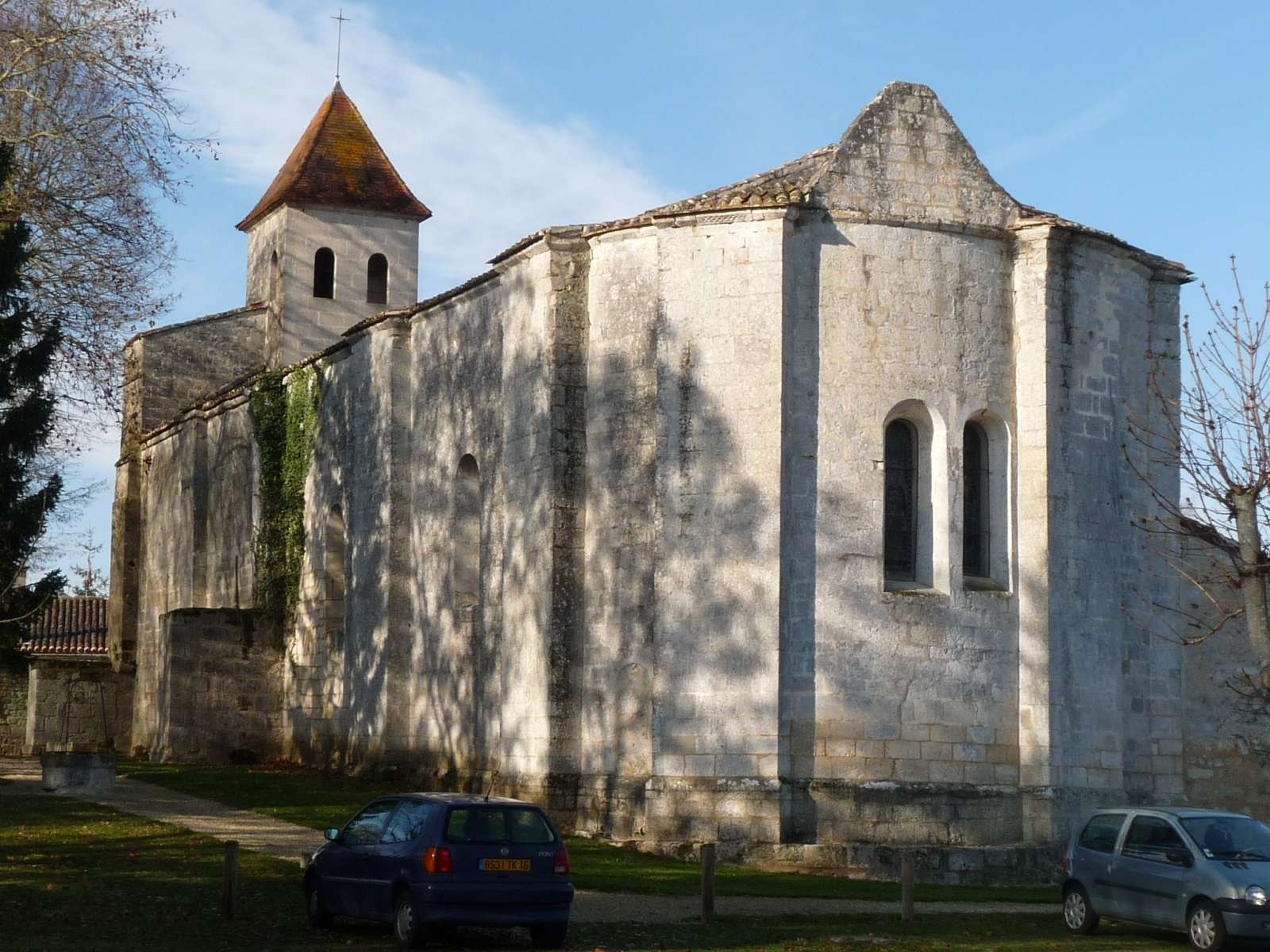
Le chevet.

### Patrimoine civil
Le château de la Tranchade, forteresse construite à la fin du XIVe siècle et remaniée au XVIIe siècle, domine la vallée de l'Anguienne. Ses douves sont taillées dans le rocher. Il a été classé monument historique en 1970.
L'Ermitage de Bragette, au sud-est de la commune, est une demeure pittoresque où est né le docteur Bouillaud en 1796 et qui lui a appartenu.

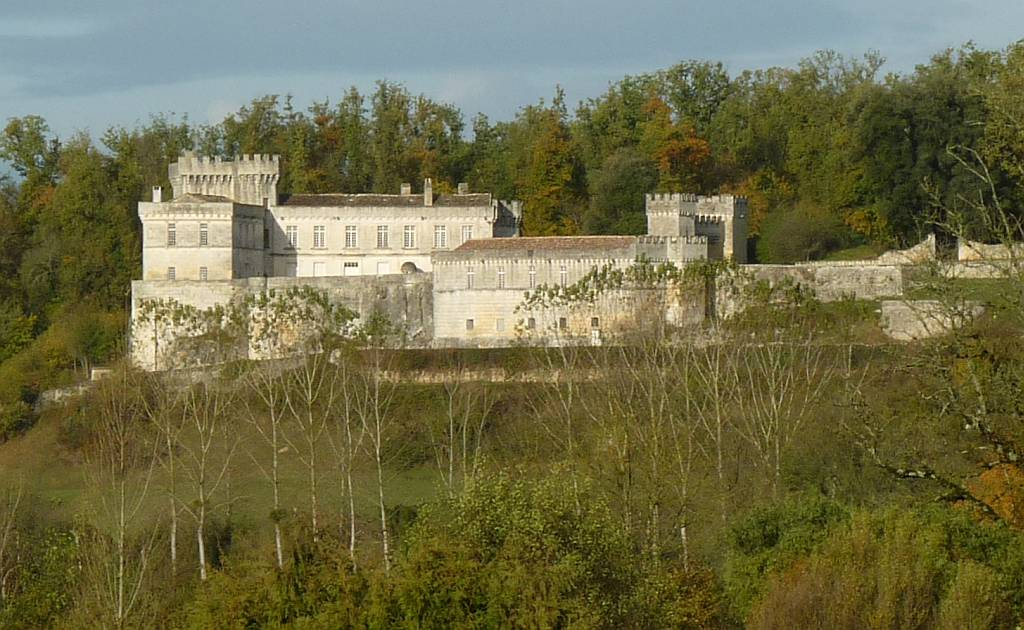
Château de la Tranchade.
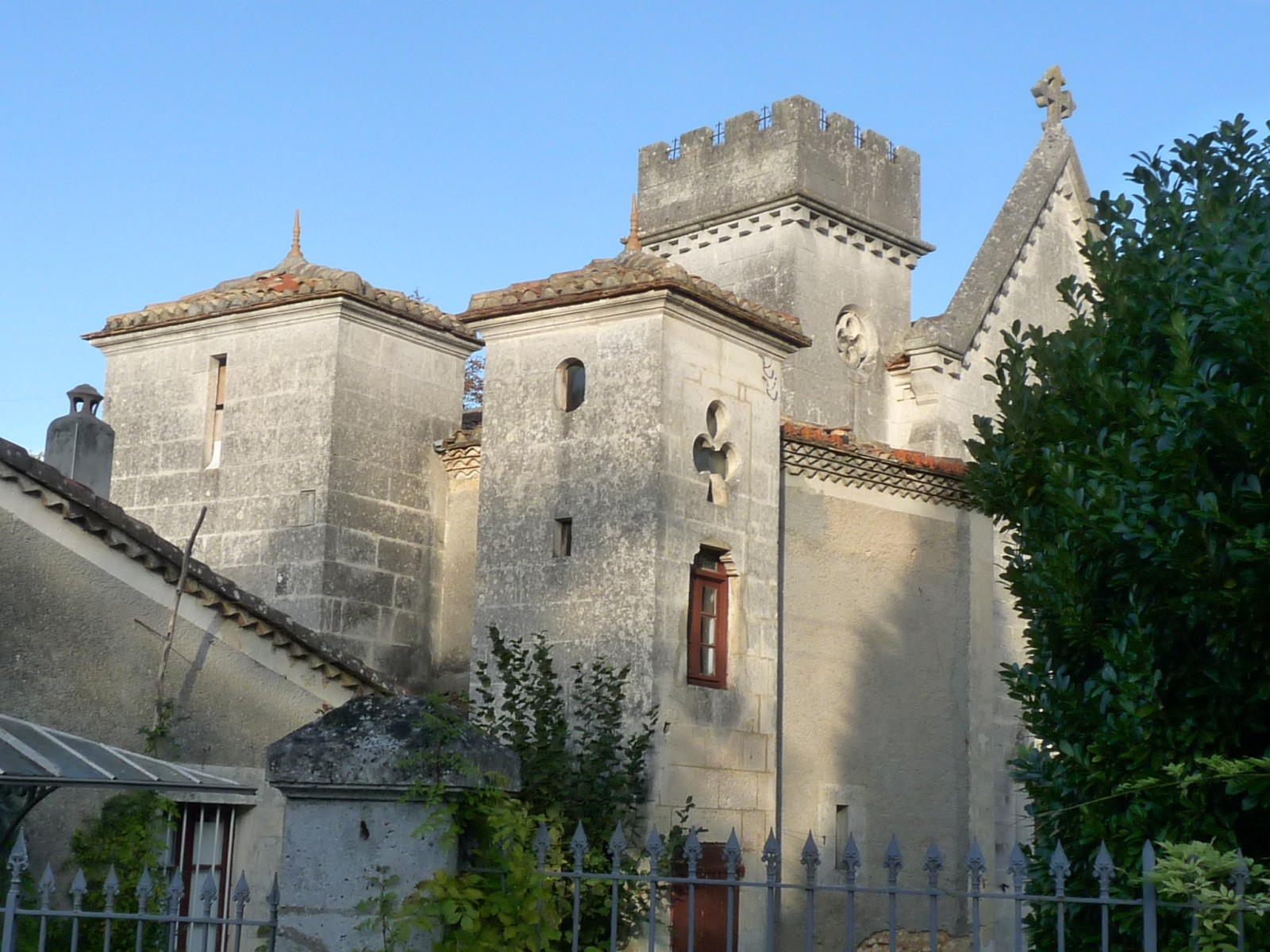
Logis de l'Ermitage.

### Patrimoine environnemental
Le GR 4 de Royan à Grasse et le GR 36 de la Manche aux Pyrénées sont confondus en un sentier commun qui contourne Angoulême par le sud et qui traverse la commune.

## Personnalités liées à la commune
- Le docteur Jean-Baptiste Bouillaud, médecin célèbre du XIXe siècle, naquit dans sa demeure l'Ermitage située à Bragette. Une place d'Angoulême porte son nom.
- Nicolas Dubois de Chément (1753-1826), dentiste né à Garat, créateur des dents artificielles et râteliers en pâte minérale[52].
- Bernard Bourreau est un ancien coureur cycliste, né le 2 septembre 1951 dans la commune.